# Morville-sur-Seille
Pour les articles homonymes, voir Morville et Seille.
Morville-sur-Seille est une commune française située dans le département de Meurthe-et-Moselle, en région Grand Est.

## Géographie
Sise sur les bords de la Seille, cette commune fut un village-frontière avec l'Allemagne de 1871à 1914 et de 1940 à 1944.
| Lesménils | Cheminot Moselle    |      |
|           | Morville-sur-Seille | Éply |
| Atton     | Port-sur-Seille     |      |

### Hydrographie
La commune est dans le bassin versant du Rhin au sein du bassin Rhin-Meuse. Elle est drainée par la Seille et le ruisseau du Roquillon,.
La Seille, d'une longueur de 138 km, prend sa source dans la commune de Maizières-lès-Vic et se jette  dans divers bras mort de la Moselle à Metz, après avoir traversé 57 communes. 

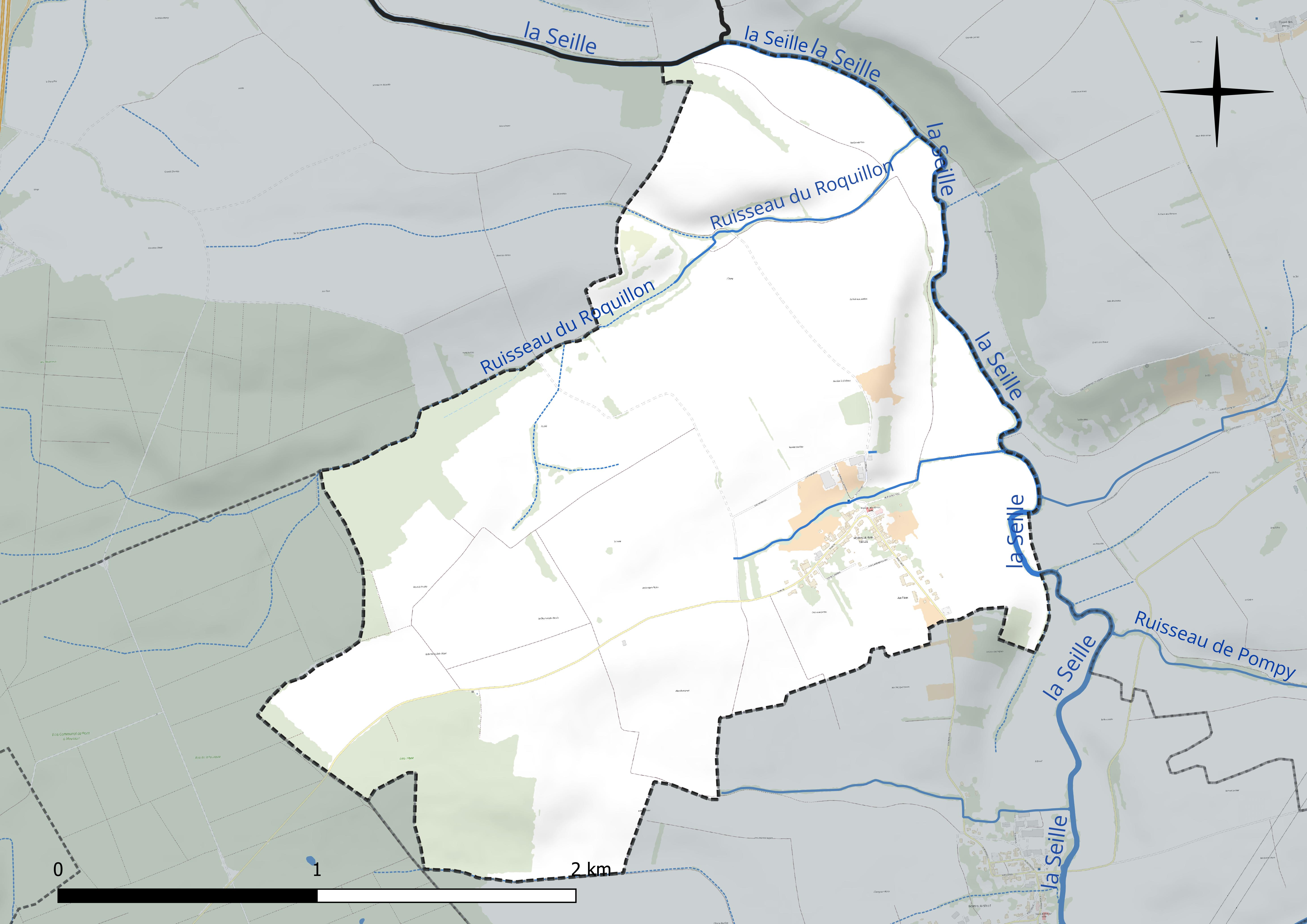
Réseau hydrographique de Morville-sur-Seille.

### Climat
Pour des articles plus généraux, voir Climat du Grand Est et Climat de Meurthe-et-Moselle.
En 2010, le climat de la commune est de type climat océanique dégradé des plaines du Centre et du Nord, selon une étude du Centre national de la recherche scientifique s'appuyant sur une série de données couvrant la période 1971-2000. En 2020, Météo-France publie une typologie des climats de la France métropolitaine dans laquelle la commune est exposée à un climat semi-continental et est dans la région climatique  Lorraine, plateau de Langres, Morvan, caractérisée par un hiver rude (1,5 °C), des vents modérés et des brouillards fréquents en automne et hiver. 
Pour la période 1971-2000, la température annuelle moyenne est de 9,9 °C, avec une amplitude thermique annuelle de 16,7 °C. Le cumul annuel moyen de précipitations est de 718 mm, avec 11,6 jours de précipitations en janvier et 9 jours en juillet. Pour la période 1991-2020, la température moyenne annuelle observée sur la station météorologique de Météo-France la plus proche, « Nancy-Essey », sur la commune de Tomblaine à 26 km à vol d'oiseau, est de 11,0 °C et le cumul annuel moyen de précipitations est de 746,3 mm. 
La température maximale relevée sur cette station est de 40,1 °C, atteinte le 24 juillet 2019 ; la température minimale est de −24,8 °C, atteinte le 21 février 1956,,. 
Les paramètres climatiques de la commune ont été estimés pour le milieu du siècle (2041-2070) selon différents scénarios d'émission de gaz à effet de serre à partir des nouvelles projections climatiques de référence DRIAS-2020. Ils sont consultables sur un site dédié publié par Météo-France en novembre 2022.

## Urbanisme

### Typologie
Au 1er janvier 2024, Morville-sur-Seille est catégorisée commune rurale à habitat dispersé, selon la nouvelle grille communale de densité à sept niveaux définie par l'Insee en 2022.
Elle est située hors unité urbaine. Par ailleurs la commune fait partie de l'aire d'attraction de Nancy, dont elle est une commune de la couronne,. Cette aire, qui regroupe 353 communes, est catégorisée dans les aires de 200 000 à moins de 700 000 habitants,.

### Occupation des sols
L'occupation des sols de la commune, telle qu'elle ressort de la base de données européenne d’occupation biophysique des sols Corine Land Cover (CLC), est marquée par l'importance des territoires agricoles (88,4 % en 2018), une proportion identique à celle de 1990 (88,4 %). La répartition détaillée en 2018 est la suivante : 
terres arables (79,2 %), forêts (11,6 %), zones agricoles hétérogènes (4,8 %), prairies (4,4 %). L'évolution de l’occupation des sols de la commune et de ses infrastructures peut être observée sur les différentes représentations cartographiques du territoire : la carte de Cassini (XVIIIe siècle), la carte d'état-major (1820-1866) et les cartes ou photos aériennes de l'IGN pour la période actuelle (1950 à aujourd'hui).

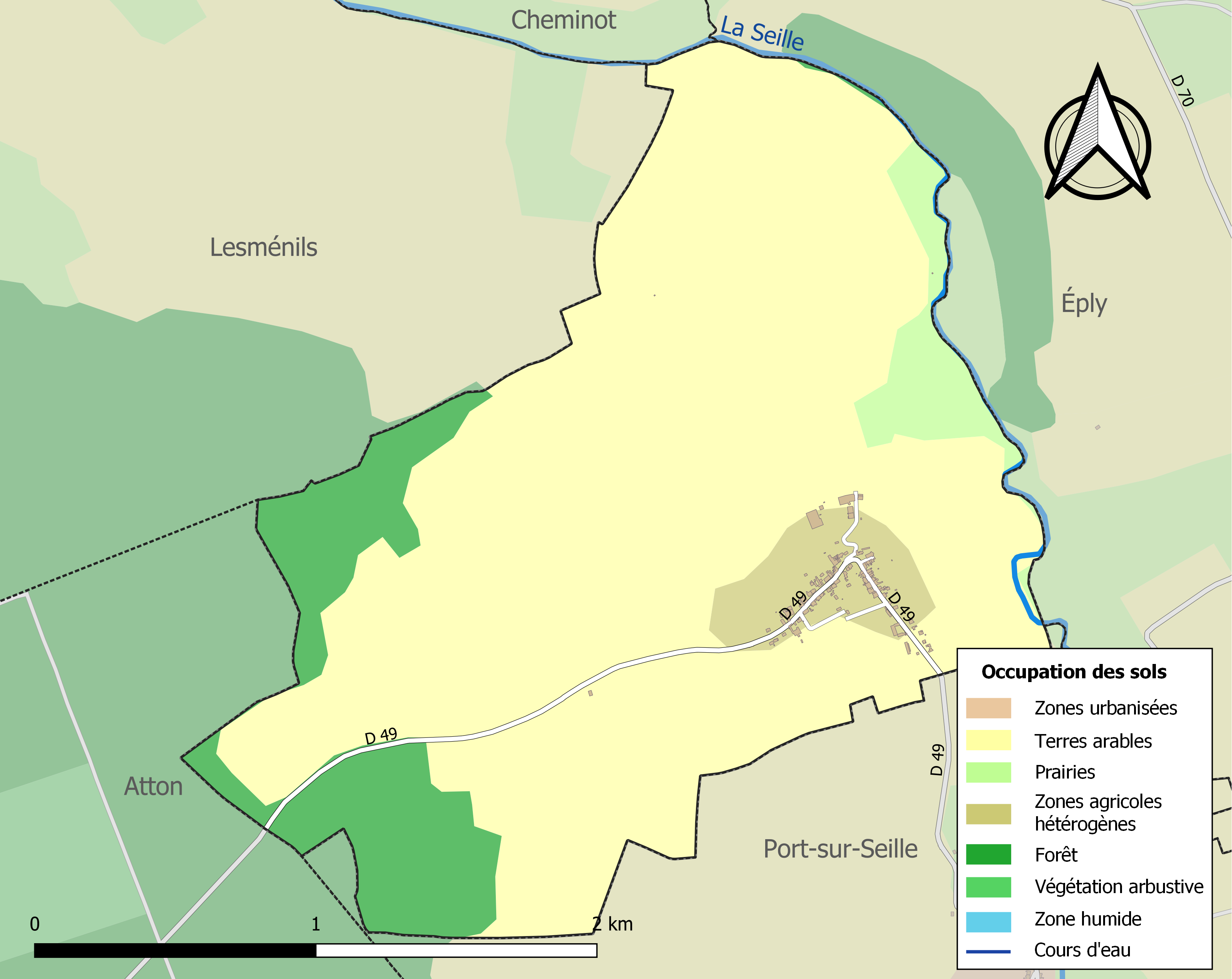
Carte des infrastructures et de l'occupation des sols de la commune en 2018 (CLC).

## Toponymie
Le nom de la localité est attesté sous les formes Maurivilla (931) ; Alodum Maurivilla, in comitatu Salninse, cum ecclesiis (958) ; Morville-sor-Saille (1231) ; Morville-au-Saulnois (1333) ; Morvillate-sur-Seille (1336).

La Seille est une rivière française du Grand Est, dans les deux départements de Meurthe-et-Moselle et de la Moselle, qui se jette dans la Moselle. On précise parfois Seille lorraine ou Grande Seille pour la distinguer de la Seille (affluent de la Saône).

## Histoire
- Présence gallo-romaine.
- Morville est très-ancien[17] : ce village, qualifié de franc-alleu situé dans le comté de Salins, fut donné, en 958, à abbaye Saint-Arnould de Metz, par le comte Regimbaud, qui le tenait par suite d'héritage. Dans ce titre, insèré aux preuves de l'Histoire de Metz par les Bénédictins, Morville est appelé seulement Maurivilla mais les quelques lignes qui le précèdent le nomment positivement Morville sur Seille. En 967, Jean, abbé de Saint-Arnou, affranchit les habitants de ce lien moyennant certaines redevances et corvées. Cette charte est dans un ancien cartulaire de l'abbaye de Saint-Arnou. En 1333, Morville-sur-Seille fut donné par Edouard, comte de Bar, avec Bouvron, à Henri de Chérisey, chevalier, en considération de ses services et de ceux que le comte attendait encore de lui. Les descendants d'Henri et les Cherisey—Nouroy, seigneurs de Port-sur-Seille, sont qualifiés seigneurs de Morville dans de nombreux actes. En 1457, Erard du Val et les religieux de Saint-Arnou consentent à ce que les habitants de leur ville de Morville se mettent sous la protection de Jean, duc de Calabre et de Lorraine, en lui payant annuellement, à la Saint-Martin, une quarte d'avoine, une poule et 12 deniers de Metz, pour leurs  "ménages et charrue". En 1604, l'abbé de Saint-Arnou consentit la cession faite par les trois états de la ville de Metz, des droits et souveraineté, ressort et juridiction sur le village de Morville. Il y avait, dans ce lieu, les deux fiefs de Saint-Gorgon et Fourchauvigne.
- Village frontière en 1914, situé sur un front stagnant d'août 1914 à novembre 1918 : totalement rasé au cours des combats.

## Politique et administration
| Période                                  | Période   | Identité                | Étiquette | Qualité                                 |
| ---------------------------------------- | --------- | ----------------------- | --------- | --------------------------------------- |
| Les données manquantes sont à compléter. |           |                         |           |                                         |
|                                          |           | Francois Hanry          |           | maire en 1527                           |
|                                          |           | Thiriot Varnier/Wernier |           | maire pour St Arnould en 1536,1550,1551 |
|                                          |           | Benoist Le Gouget       |           | maire en 1555                           |
|                                          |           | Thiebault Vion          |           | maire en 1572                           |
|                                          |           | Christophe Le Soldieur  |           | maire en 1608                           |
| 1800                                     | 1804      | Louis Gabriel Contal    |           |                                         |
| 1808                                     | 1830      | François Bour           |           |                                         |
| 1831                                     | 1845      | François Poinsignon     |           |                                         |
| 1846                                     | 1867      | François Victor Bour    |           |                                         |
| 1868                                     | 1872      | Joseph Petitmangin      |           |                                         |
| mars 2001                                | mars 2008 | Jean Miotte             |           |                                         |
| mars 2008                                | mai 2020  | Guy Vuebat              |           | Retraité agricole                       |
| mai 2020                                 | En cours  | Guy Vuébat,             |           | Ancien agriculteur exploitant           |

## Population et société

### Démographie
L'évolution du nombre d'habitants est connue à travers les recensements de la population effectués dans la commune depuis 1793. Pour les communes de moins de 10 000 habitants, une enquête de recensement portant sur toute la population est réalisée tous les cinq ans, les populations de référence des années intermédiaires étant quant à elles estimées par interpolation ou extrapolation. Pour la commune, le premier recensement exhaustif entrant dans le cadre du nouveau dispositif a été réalisé en 2005.

En 2022, la commune comptait 167 habitants, en évolution de +12,84 % par rapport à 2016 (Meurthe-et-Moselle : −0,13 %, France hors Mayotte : +2,11 %).
| 1793 | 1800 | 1806 | 1821 | 1831 | 1836 | 1841 | 1846 | 1851 |
| ---- | ---- | ---- | ---- | ---- | ---- | ---- | ---- | ---- |
| 251  | 312  | 317  | 347  | 320  | 370  | 373  | 371  | 363  |

| 1856 | 1861 | 1872 | 1876 | 1881 | 1886 | 1891 | 1896 | 1901 |
| ---- | ---- | ---- | ---- | ---- | ---- | ---- | ---- | ---- |
| 352  | 346  | 365  | 352  | 316  | 302  | 293  | 288  | 288  |

| 1906 | 1911 | 1921 | 1926 | 1931 | 1936 | 1946 | 1954 | 1962 |
| ---- | ---- | ---- | ---- | ---- | ---- | ---- | ---- | ---- |
| 285  | 271  | 195  | 152  | 167  | 158  | 115  | 127  | 164  |

| 1968 | 1975 | 1982 | 1990 | 1999 | 2005 | 2006 | 2010 | 2015 |
| ---- | ---- | ---- | ---- | ---- | ---- | ---- | ---- | ---- |
| 146  | 110  | 110  | 107  | 103  | 118  | 121  | 130  | 148  |

| 2020 | 2022 | - | - | - | - | - | - | - |
| ---- | ---- | - | - | - | - | - | - | - |
| 153  | 167  | - | - | - | - | - | - | - |

## Culture locale et patrimoine

### Lieux et monuments
- Lavoir monumental XIXe.
- Église Saint-Pierre, reconstruite après 1918.

### Héraldique
| Blason de Morville-sur-Seille | Blason  | D'azur à l'aigle d'or, à la fasce ondée d'argent brochant sur le tout.                                                                                     |
| Blason de Morville-sur-Seille | Détails | Les armes de l'abbaye de Saint Arnould de Metz qui possédait Morville sont d'azur à l'aigle d'or. La fasce ondée symbolise la Seille. Utilisé depuis 1985. |